# Janine Sack
Pour les articles homonymes, voir Sack (homonymie).
 (décembre 2024).
Si vous disposez d'ouvrages ou d'articles de référence ou si vous connaissez des sites web de qualité traitant du thème abordé ici, merci de compléter l'article en donnant les références utiles à sa vérifiabilité et en les liant à la section « Notes et références ».
En pratique : Quelles sources sont attendues ? Comment ajouter mes sources ?
 (décembre 2024).
La mise en forme du texte ne suit pas les recommandations de Wikipédia : il faut le « wikifier ».
Les points d'amélioration suivants sont les cas les plus fréquents. Le détail des points à revoir est peut-être précisé sur la page de discussion.
- Les titres sont pré-formatés par le logiciel. Ils ne sont ni en capitales, ni en gras.
- Le texte ne doit pas être écrit en capitales (les noms de famille non plus), ni en gras, ni en italique, ni en « petit »…
- Le gras n'est utilisé que pour surligner le titre de l'article dans l'introduction, une seule fois.
- L'italique est rarement utilisé : mots en langue étrangère, titres d'œuvres, noms de bateaux, etc.
- Les citations ne sont pas en italique mais en corps de texte normal. Elles sont entourées par des guillemets français : « et ».
- Les listes à puces sont à éviter, des paragraphes rédigés étant largement préférés. Les tableaux sont à réserver à la présentation de données structurées (résultats, etc.).
- Les appels de note de bas de page (petits chiffres en exposant, introduits par l'outil «  Source ») sont à placer entre la fin de phrase et le point final[comme ça].
- Les liens internes (vers d'autres articles de Wikipédia) sont à choisir avec parcimonie. Créez des liens vers des articles approfondissant le sujet. Les termes génériques sans rapport avec le sujet sont à éviter, ainsi que les répétitions de liens vers un même terme.
- Les liens externes sont à placer uniquement dans une section « Liens externes », à la fin de l'article. Ces liens sont à choisir avec parcimonie suivant les règles définies. Si un lien sert de source à l'article, son insertion dans le texte est à faire par les notes de bas de page.
- La présentation des références doit suivre les conventions bibliographiques. Il est recommandé d'utiliser les modèles {{Ouvrage}}, {{Chapitre}}, {{Article}}, {{Lien web}} et/ou {{Bibliographie}}. Le mode d'édition visuel peut mettre en forme automatiquement les références.
- Insérer une infobox (cadre d'informations à droite) n'est pas obligatoire pour parachever la mise en page.

Pour une aide détaillée, merci de consulter Aide:Wikification.
Si vous pensez que ces points ont été résolus, vous pouvez retirer ce bandeau et améliorer la mise en forme d'un autre article.
Janine Sack, née en 1969 à Cologne (Allemagne de l'Ouest) est une éditrice, graphiste et artiste conceptuelle allemande. De 2008 à 2012, elle travaille en tant que directrice artistique pour l'hebdomadaire Der Freitag et en 2017, elle a développé la refonte de Die Tageszeitung.

## Biographie

### Carrière
Janine Sack est une spécialiste de la communication visuelle. Elle enseigne la communication visuelle, avec un focus particulier sur l’édition numérique, dans plusieurs institutions renommées : la HMKW, l’AMD Academy of Fashion & Design de Berlin, la Brand University à Zhuhai, ainsi que la Weißensee Academy of Art de Berlin,
Dès le début de ses études en 1990, Janine Sack s'implique dans des projets de télévision interactive à travers la télévision universitaire et coorganise un séminaire sur la théorie des médias. Ces initiatives ont conduit à la formation en 1992 du groupe artistique Women-and-Technology à l'Université des Beaux-Arts de Hambourg. Ce collectif, composé d'artistes telles qu’Ellen Nonnenmacher, Bettina Schoeller, Lore Piatkowski, et d’autres, aborde des questions liées aux médias et à la représentation. Le groupe a rapidement gagné en reconnaissance, notamment en produisant des contributions pour Piazza Virtuale, une télévision artistique conçue par Van Gogh-TV pour la documenta IX.
En parallèle de ses travaux pour des publications et des éditeurs, elle a conçu des projets de design pour le secteur culturel. Entre 2008 et 2013, elle a occupé le poste de directrice artistique de l’hebdomadaire Der Freitag et a contribué à la refonte de la mise en page du journal taz.
Le projet de publication Der Filter, réalisé avec des étudiants de l’HMKW (Université des Médias, de la Communication et de l’Économie de Berlin), a remporté le prix du Jeune Talent des European Newspaper Awards. En tant que directrice artistique de l’hebdomadaire Der Freitag de 2008 à 2012, elle a également été distinguée à plusieurs reprises pour ses designs imprimés et en ligne.
Entre 2014 et 2015, elle a collaboré avec la maison d’édition The Green Box, spécialisée dans les livres d’art où les artistes peuvent présenter leurs œuvres ou projets spécifiques. En 2017, elle a fondé sa propre maison d’édition dédiée aux livres d’artiste : A Book Edition.
En 2018, elle a fondé la maison d’édition numérique EECLECTIC pour approfondir ses recherches sur l’accessibilité de la culture à travers la publication numérique, dans des domaines variés tels que l’art, l’architecture, la culture en ligne, la politique et l’activisme. Ce projet se concentre sur la création de livres électroniques mêlant photographie, urbanisme, politique, société, féminisme et cinéma, le tout dans une approche artistique et expérimentale.

### Style
Dans sa pratique médiatique, elle explore les constructions et représentations des stéréotypes sociaux à travers des études performatives et des films, d'abord en format analogique, puis numérique, avec une attention particulière portée à la vidéo. Elle conçoit des projets situés à l’intersection du design, du féminisme, des technologies d’intérêt public, de l’art, des médias et de l’édition expérimentale. Son travail est porté par l'exploration du passage entre l'analogique et le numérique, ainsi que par la réflexion sur la manière de conceptualiser et de visualiser des projets, des contenus et des thèmes grâce aux outils médiatiques. Au cœur de sa démarche se trouve une pratique intermédia, axée sur la création de nouveaux formats médiatiques et d'espaces fluides encore dépourvus de normes établies.

## Engagement
En 1993, elle fonde un groupe d'artistes engagées avec Cornelia Sollfrank, Korinna Knoll et Ellen Nonnenmacher. Leur démarche artistique s'articule autour de l'exploration des principes d'uniformité, de la construction et déconstruction des identités, de la collectivisation de la création et des débats critiques sur les médias,. 
Son travail vidéo intègre des éléments d'une émission de téléréalité fictive, accompagnés d'une identité visuelle complète, incluant un logo et le slogan "Soyez vous-même – soyez à la télévision". Ces concepts participaient à une réflexion critique sur les interactions entre identité personnelle et marketing.
Elle co-initie plusieurs projets curatoriaux, tels que la série d'événements Guestbook, axée sur le thème des visites, ainsi que l'exposition Revisiting Home – Living as an Interface between the Individual and the Company à la NGBK de Berlin.

## Publications
(décembre 2024).
Le contenu est difficilement compréhensible vu les erreurs de traduction, qui sont peut-être dues à l'utilisation d'un logiciel de traduction automatique.
- Janine Sac | pas de secrets // peur virtuelle . Catalogue de l'exposition personnelle au marathon de vernissage, Galerie Helga Broll, Hambourg 2002 ( PDF ).
- Publication du Congrès : Le Filtre. Society for News Design, Congrès annuel, Francfort 2014.
- REP Revolutionary Experimental Space, publication sur la pratique décennale du groupe d'artistes ukrainien du même nom, The Green Box, Berlin 2015.
- Silent Language, livre d'artiste, Inken Reinert, A Book Edition, Berlin 2017.
- Livrets berlinois sur l'histoire et le présent de la ville, mise en œuvre du livre électronique, numéros 1 à 8, 2018.
- Jana et son expérience au milieu de la nuit, Gucci Falke, EECLECTIC, Berlin 2018.
- On s'en fout, Lecteur sur l'impératif d'intégration étatique et ses effets pédagogiques dans les manuels allemands destinés aux immigrés, éd. Christine Lemke, Achim Lengerer, Scripts, Livres d'archives, EECLECTIC, Berlin 2019.
- Passage Pauline Kraneis, monographie, Argobooks, Berlin 2019.
- Entre toi et moi, Anna Selander, e-book multimédia, EECLECTIC, Berlin 2019.
- Vous n'en avez rien à foutre d'un chien, lecteur, e-book, ndlr. Christine Lemke, Achim Lengerer, Scripts, Livres d'archives, EECLECTIC, Berlin 2020.
- Chinese Weave, Un essai visuel sur la mode et l'industrie textile chinoises et les personnes qui les portent, Regine Steenbock, e-book multimédia, EECLECTIC, Berlin 2020.
- Fix My Code, Cornelia Sollfrank, Winnie Soon, Reader, E-Book, EECLECTIC, Berlin 2021.
- Economic Words, Anke Becker, livre d'artiste, e-book, EECLECTIC, Berlin 2021.
- Une femme flexible - scénario et matériaux, Tatjana Turanskyj, documentation et scénario de film, e-book, EECLECTIC, Berlin 2022.
- Publié par Annette Kisling, livre d'artiste, e-book, EECLECTIC, Berlin 2023.

## Distinctions
- 2001 : Boursière des arts libéraux, Ville de Hambourg [6]
- 2009 : Journal le mieux conçu au monde de la Society for News Design, Redesign (Prix) [6]
- 2011 : Vintage Art Director's Club Print (prix) [6]

- 2018 : Society for News Design : Refonte de taz, le quotidien (prix) [7]